# 전기난로

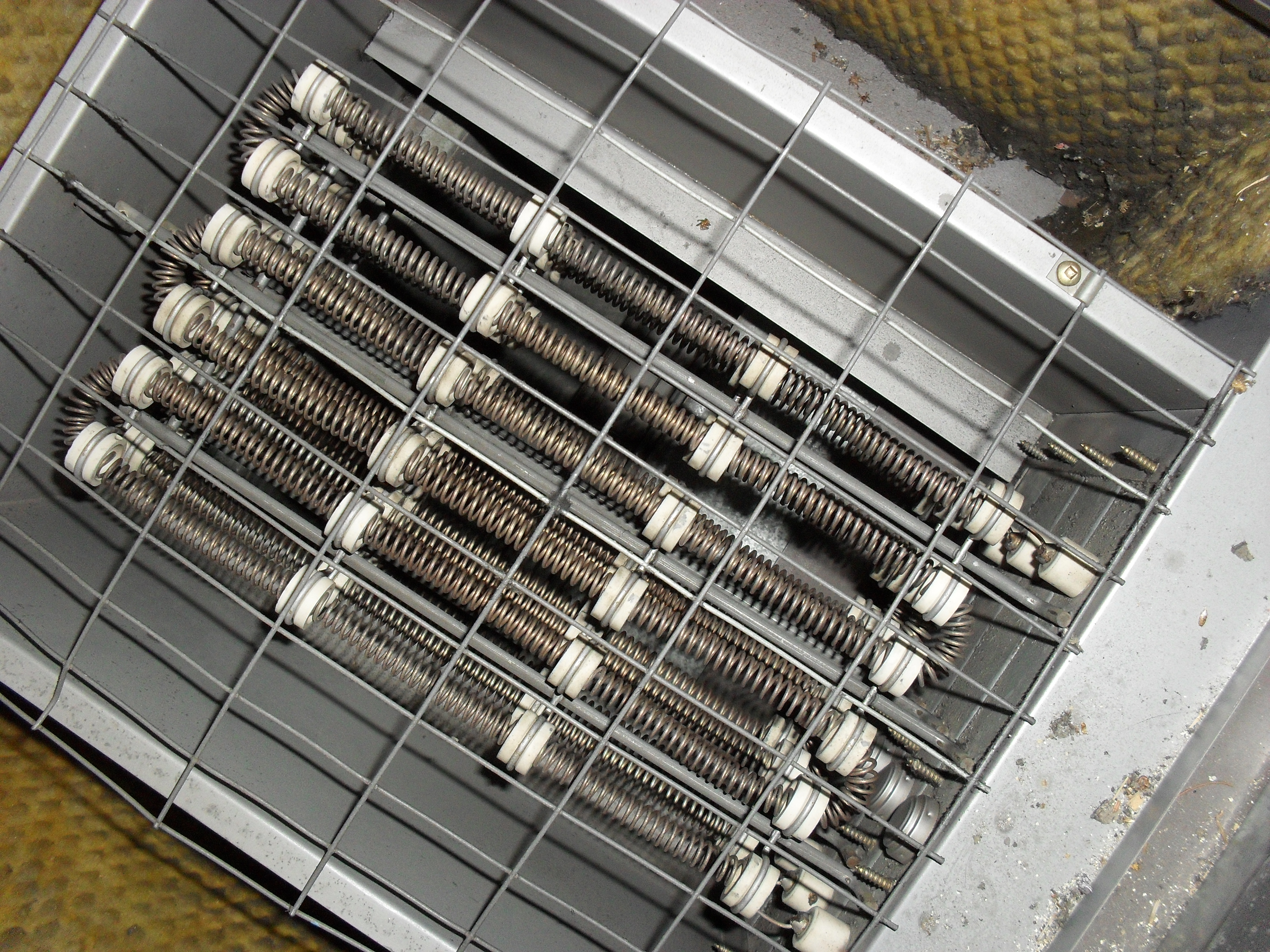
30kw 저항 히팅 코일.

전기난로(電氣煖爐, 영어: Electric heating)는 전기에너지를 열에너지로 바꾸어 주변을 가열하는 기기이다.
전기난로의 발열체로는 보빈에 니크롬선을 감은 것과 석영관 안에 코일과 같은 니크롬선을 봉입한 것, 도자기로 된 가는 심에 감은 니크롬선을 봉입한 것이 있다. 후자는 적외선을 특히 많이 방사하기 때문에 적외선 히터라고도 한다.
이와 같은 발열체의 후면에는 포물면형의 반사판을 달아 열선을 전면으로 집중시키도록 설계된 반사형이 많다. 그리고, 코일 모양의 니크롬선을 평면상으로 달고 그 배후에 팬모터를 설치하여 더운 바람을 방출하는 형식의 히터도 있으며, 온풍기·팬히터 등으로도 부른다. 또, 패널식 히터는 벽이나 마루에 ‘스페이스 히터’라는 특수한 히터를 장치한 것으로서 저온으로 적외선을 방출하기 때문에 손을 대어도 위험이 없고 난방효과도 크다.

## 같이 보기
- 바닥밑 난방(en:Underfloor heating)
- 대류 난방기(en:Convection heater)
- 라디에이터
- 보일러
- 코타츠
- 이로리
- 난로
  - 벽난로
  - 석유난로
- 온돌
- 강
- 화로
- 하이포코스트
- 전기장판
- 중앙 난방